# Городокский район (Львовская область)
Городо́кский райо́н (также — Городоцкий район, укр. Городоцький район) — упразднённая административная единица Львовской области Украины. Административный центр — город Городок.
На территории района находились два города (Городок и Комарно), один посёлок (Великий Любинь) и 77 сёл.

## География
Городокский район был расположен в западной части Львовщины, он граничит с Яворовским, Пустомытовским, Николаевским, Самборским и Мостиским районами. По территории Городоччины протекает несколько рек, наибольшей среди которых является Верещица, которая образует на своём пути десятки прудов. В недрах района есть залежи гончарной глины, известняка, серы, торфа, а также месторождения природного газа.
Орографически Городоцкий район принадлежит к:
- западной части Подольской возвышенности (Подольское холмогорье) в пределах равнинной территории Ополья с абсолютными высотами 290—320 метров над уровнем моря;
- северо-западной части Предкарпатья в пределах полого-волнистой Надсанской равнины с абсолютными высотами 270—290 метров над уровнем моря (в отдельных случаях свыше 300 м возле сёл Галичаны и Речичаны);
- аккумулятивно-плоской, местами заболоченной, террасной равнины — Верхнеднестровской впадины с абсолютными высотами ниже 260 метров над уровнем моря.

Поверхность района — равнинная. Равнины Городоччины за высотой над уровнем моря принадлежат к возвышенности, а по внешнему строению — к волновым холмисто-увалистых и зандровых равнин, расчленённых долинами рек Быстрица, Верещица, Струга, Солонка и Ставчанка, которые являются притоками реки Днестр разного порядка (бассейн Чёрного моря), а также Вишня, Раков, Глинец и Гноец, являющихся притоками реки Сан (бассейн Балтийского моря). Через территорию района проходит Главный европейский водораздел.
Геоструктурно Городоцкий район относится к стыку двух значительных тектонических структур — Западноевропейской платформы (северо-восточная часть района) и Карпатской складчатой системы (остальная территория района). Тектоническая граница между ними проходит по линии Немиров (Яворовский район) — Городок — Розвадов (Николаевский район).

## История
23 сентября 1959 года к Городокскому району была присоединена часть территории упразднённого Комарновского района.
В 2020 году вошел в состав Львовского района.

## Население
По результатам всеукраинской переписи населения 2001 года в районе проживало 74 тысяч человек (93,4 % по отношению к переписи 1989 года), из них русских — 0,7 тысяч человек (0,9 %) и поляков — 0,3 тысяч человек (0,4 %).
По состоянию на 2009 год в районе проживало около 70 тыс. человек. Из них работающие составляли 9,6 тыс., свыше 19 тыс. пенсионеров и 1,3 тыс. безработных.

## Экономика
В экономике Городоччины доминирует сельское хозяйство, основное его направление — животноводство.
Крупнейшие предприятия района — (по наполнению бюджета, количеству работников и размеру зарплаты) — ООО «Яблоневый дар» (садоводство), ООО «Керамбуд» (производство кирпича) и Великолюбинский государственный спиртозавод.
В Городоцком районе находится санаторий «Любинь Великий», старейший сероводородный бальнеологический санаторий на территории нынешней Украины, в котором лечатся пациенты с заболеваниями сердечно-сосудистой системы, опорно-двигательного аппарата, неврологии, кожи, гинекологии, а также дети с ДЦП.

## Достопримечательности
В Городоцком районе сохранились историко-культурные и сакральные достопримечательности, в частности, это костёл Святой Дороты в с. Тулиголова (1600 г.), Францисканский монастырь и монастырские кельи в Городке (1419 г.), дворец польского драматурга Александра Фредро в с. Вишня (начало ХІХ ст.).